# Federazione pallavolistica dell'Indonesia
La Federazione indonesiana di pallavolo (ind. Persatuan Bola Voli Seluruh Indonesia, PBVSI) è un'organizzazione fondata nel 1955 per governare la pratica della pallavolo in Indonesia.
Organizza il campionato maschile e femminile, e pone sotto la propria egida la nazionale maschile e femminile.
Ha aderito alla FIVB nel 1959.

## Storia
Nel 1953, dopo la conclusione della terza Settimana Nazionale dello Sport dell'Indonesia, il Comitato Esecutivo dell'Associazione di Pallavolo di Surabaya (in indonesiano: Ikatan Perhimpunan Volleyball Surabaya, I.P.V.O.S) tenne una riunione gestionale verso la metà del 1954.
Durante la riunione dell'IPVOS, furono avanzate idee o prese decisioni per formare un'organizzazione nazionale di riferimento per la pallavolo.
Per realizzare questa idea, il consiglio dell'IPVOS inviò infine qualcuno a incontrare il consiglio del Comitato Olimpico Indonesiano a Giacarta.